# Colleen Lanne
Colleen Lanne oder Colleen Lanné, nach Heirat Colleen Cox (* 18. August 1979 in Tucson, Arizona), ist eine ehemalige Schwimmerin aus den Vereinigten Staaten. Sie gewann bei Olympischen Spielen und bei Weltmeisterschaften auf der Langbahn je eine Silbermedaille. Hinzu kamen zwei Goldmedaillen und eine Silbermedaille bei Panamerikanischen Spielen.

## Karriere
Colleen Lanne besuchte die University of Texas at Austin und schwamm danach für die Irvine Novaquatics.
2001 fanden die Weltmeisterschaften in Fukuoka statt. Die 4-mal-100-Meter-Freistilstaffel mit Colleen Lanne, Erin Phenix, Maritza Correia und Courtney Shealy gewann die Silbermedaille hinter der deutschen Staffel. Über 100 Meter Freistil erreichte Lanne das Halbfinale und belegte in der Gesamtwertung den 13. Rang. In der 4-mal-200-Meter-Freistilstaffel qualifizierten sich Shelly Ripple-Johnston, Colleen Lanne, Julie Hardt und Maritza Correia mit der viertschnellsten Vorlaufzeit für das Finale. Im Endlauf wurden Diana Munz, Julie Hardt, Cristina Teuscher und Natalie Coughlin disqualifiziert. Bei den Kurzbahnweltmeisterschaften 2002 in Moskau erreichte Lanne wieder das Halbfinale über 100 Meter Freistil und belegte den 14. Rang. Die 4-mal-200-Meter-Freistilstaffel mit Lindsay Benko, Gabrielle Rose, Colleen Lanne und Rachel Komisarz gewann die Silbermedaille hinter den Chinesinnen. In der 4-mal-100-Meter-Freistilstaffel siegten die Schwedinnen vor den Australierinnen und den Chinesinnen. Fast eine Sekunde hinter den Chinesinnen schlug die Staffel mit Lindsay Benko, Colleen Lanne, Tammie Stone und Haley Cope als Vierte an.
2003 bei den Panamerikanischen Spielen in Santo Domingo gewann Colleen Lanne über 200 Meter Freistil die Silbermedaille hinter ihrer Landsfrau Dana Vollmer. Zwei Goldmedaillen erschwamm Lanne mit den beiden Freistilstaffeln. Bei den Olympischen Spielen 2004 in Athen erreichte die 4-mal-100-Meter-Freistilstaffel mit Amanda Weir, Colleen Lanne, Lindsay Benko und Maritza Correia das Finale mit der hinter den Australierinnen zweitschnellsten Vorlaufzeit. Im Endlauf steigerten sich Kara Lynn Joyce, Natalie Coughlin, Amanda Weir und Jenny Thompson gegenüber der Vorlaufstaffel um drei Sekunden und gewannen die Silbermedaille hinter den Australierinnen und vor den Niederländerinnen. Auch die nur im Staffelvorlauf eingesetzten Schwimmerinnen erhielten eine Medaille.